# Eistanz
Die olympische Sportart Eistanz ist eine der vier Disziplinen des Eiskunstlaufs. Ein Eistanzpaar besteht aus einer Frau und einem Mann. Eistanzen basiert auf schritttechnischen Grundlagen, die exakt, temporeich und in Anpassung an die Musik tänzerisch wie akrobatisch dargeboten werden. Eistanz wird häufig als die technisch schwierigste und detailreichste Art des Eiskunstlaufs betrachtet. Das umfangreiche Regelwerk des Eistanzens hat das Ziel, die Wurzeln des Eistanzes im Parketttanzen aufzuzeigen. Jedoch wurde in den letzten Jahren das Regelwerk zwecks Weiterentwicklung gelockert.

## Geschichte
Das Tanzen auf dem Eis entwickelte sich Ende des 19. Jahrhunderts mit der „Wiener Schule“ des Eiskunstlaufs. Nach der Gründung des Wiener Eislaufvereins am 7. Februar 1867 wurde Eislaufen in Wien ein populärer Freizeitsport. Insbesondere die Auftritte des amerikanischen Balletttänzers und Eiskunstläufers Jackson Haines am Platz des Wiener Eislaufvereines 1868 trugen rasch zur Beliebtheit bei. Seine Übertragung des Wiener Walzers und anderer Tänze auf das Eis begeisterten das Wiener Publikum. Angelehnt an damals populäre Tanzveranstaltungen auf dem Parkett wurden daraufhin Kostümfeste und „Cotillons“ (Tanzspiele) auf dem Eis abgehalten. „Den ersten Rang unter dieser Gattung der Vergnügungen nehmen aber unstreitig die Costümfeste des Wiener Eislaufvereines ein, nicht blos weil Wien durch seine berühmten Costüm-Bälle die meiste Erfahrung… ausgebildet hat… . Bei diesen Costümfesten finden stets auch besonders einstudierte Productionen in Gestalt von Cotillons oder anderen Tänzen, welche in Wien in großer Auswahl auf dem Eise eingeübt werden... statt.“
Mit der Zeit wurden sogenannte „Tanzcorsos“ auf dem Eis zum fixen Bestandteil des Wiener Gesellschaftslebens. Sie wurden regelmäßig zu bestimmten Tageszeiten abgehalten, bei denen eine Militärmusikkapelle Tanzmusik spielte. „Nachmittags 3 Uhr tritt ein abermaliger Scenenwechsel ein. Die Stunde des Nachmittags-Corso hat geschlagen. Equipage an Equipage, Miethwagen an Miethwagen fährt am Portale des Vereines vor, es ist die Stunde, zu welcher die „Gesellschaft“ den Platz besucht. Wenn dann der so beliebte Capellmeister Komzäk mit seiner unvergleichlichen Militärbande seine hinreißenden Tanzesweisen ertönen lässt, dann bildet sich vor der Mitteltribüne der „Grosse Kreis“ und Alles, was frisches Blut in den Adern hat, ordnet sich zum Tanze.“
Während Eiskunstlauf für Damen und Herren und Paarlauf als Wettkampfsportarten etabliert wurden, blieb das Eistanzen bis in die 1920er Jahre ein rein gesellschaftliches Vergnügen. Es wurde, in einem mit Schnüren abgegrenzten Tanzkreis, während des normalen Publikumslaufens zur Musik ausgeübt. Erste Wettbewerbe im Eistanzen wurden ab 1924 abgehalten. Der Österreichische Eislauf-Verband erließ gleichzeitig eigene Regelungen für Eistanzwettbewerbe. Auf Antrag des Österreichischen Eislauf-Verbandes wurde 1929 eine internationale Wettkampfordnung eingeführt. Die ersten Austragungen stießen auf wenig Begeisterung: „Man betrachte daher weiterhin den Tanz auf dem Eise als ein herrliches Vergnügen, lehne es aber ab, ihn in sportliche Bahnen zu lenken. Für einen Sport ist der Eistanz zu wenig entwicklungsfähig, der Begriff des Rundtanzens zu beschränkt.“
Erst ab den 1930er Jahren entwickelte sich Eistanzen zu einer etablierten Wettkampfsportart. Diese Entwicklung ging vor allem von Großbritannien aus, wo die meisten Pflichttänze entstanden sind. Die International Skating Union hielt 1952 die erste Weltmeisterschaft im Eistanzen in Paris ab. Olympischer Bewerb wurde es 1976 in Innsbruck. In Wien hat sich die ursprüngliche Form des Eistanzens erhalten und wird heute als Rundtanzen bezeichnet. Außerdem wird das Rundtanzen auch noch in München, von einer kleinen Gruppe von Tänzern ausgeübt. Die UNESCO hat das Rundtanzen am Eis im Oktober 2018 in das österreichische Verzeichnis des immateriellen Kulturerbes aufgenommen.

## Komponenten
Internationale Eistanz-Wettkämpfe bestehen aus zwei Teilen:
- dem Rhythmustanz (hieß bis 2018 Kurztanz) – Tanz zu vorgegebenen Rhythmen und/oder Themen, die jährlich vom Technischen Komitee Eistanz der Internationalen Eislaufunion (ISU) für die Saison ausgewählt werden. Eine Liste von vorgegebenen Elementen muss darin enthalten sein.[4]  Dauer: 2 Minuten 50 Sekunden ±10 Sekunden[5]

- dem Kürtanz – Kreatives Tanzprogramm aus neuen oder bekannten Elementen mit einigen Pflichtelementen, die jährlich von der Internationalen Eislaufunion (ISU) definiert werden.[6]
Dauer: 4 Minuten  ±10 Sekunden[5]

Bis 2010 gab es drei Teile:
- den Pflichttanz (engl. compulsory dance) – Tanzen mit exakt vorgeschriebenen Schritten und Spurenbildern,
- den Originaltanz (engl. original dance) – mit gefordertem Rhythmus,
- den Kürtanz (engl. free dance).

Der Pflichttanz wurde auf einem Kongress der Internationalen Eislaufunion (ISU) in Barcelona 2010 abgeschafft.
Der Interpretationskürtanz (engl. interpretive free dance) mit verschiedenen Eistanzelementen betont eher die Harmonie des Eistänzers mit der Musik und den künstlerischen Ausdruck als das Zeigen von technischen Schwierigkeiten. Diese Disziplin ist nicht Bestandteil der regulären Wettkämpfe wie EM, WM oder Olympischer Spiele.

## Grundregeln
Spezielle Regeln siehe unter der jeweiligen Teildisziplin (Pflicht-, Original-, Kürtanz) .
- Das Eistanzpaar muss nach dem Rhythmus laufen, aber nicht nur nach der Musikmelodie.
- Kantenreinheit und schwierige Fußarbeit, die die Eislauffertigkeit, Schwierigkeit, Vielfalt und Originalität widerspiegeln, müssen von beiden Partnern gezeigt werden.
- Die ganze Zeit hindurch müssen beide Partner mindestens einen Schlittschuh auf dem Eis haben. Es können jedoch in Pflicht-/Original-/Kürtanz Hebungen ausgeführt werden, bei denen ein oder beide Partner mit beiden Füßen auf dem Eis stehen. Diese Hebungen dürfen aber nicht länger als fünf Sekunden dauern. (Die Anzahl der erlaubten Hebungen ist für jeden Tanz speziell geregelt.)
- Die Partner dürfen einander nicht loslassen, mit Ausnahme von Haltungswechseln oder Längsschrittfolgen. Ein Haltungswechsel muss innerhalb eines Musiktakts durchgeführt werden.
- Die Trennung der Partner am Anfang und/oder am Ende des Tanzes darf nicht länger als 10 Sekunden und jede weitere Trennung während des Tanzes darf räumlich nicht mehr als zwei Armlängen auseinander sein und zeitlich nicht länger als fünf Sekunden dauern.
- Ein Stoppen, bei dem Körper- und/oder Beinbewegungen durchgeführt werden, darf höchstens 5 Sekunden dauern.
- Die technische Schwierigkeit muss garantieren, dass der wettkampfsportliche Charakter der Darbietung den der Show überwiegt. Dies wird durch die Bewertungsnoten gemessen, die sich aus dem TES (Technical Element Score) und dem PCS (Program Component Score) zusammensetzen. Beim TES zählt ein Wertungsrichter Punktzahlen für die gezeigten Elemente zusammen. Beim PCS benoten die Preisrichter die Fähigkeiten im Schlittschuhlaufen (Skating Skills), Umsetzung der Musik in Tanz (Interpretation), Übereinstimmung von Bewegung und Musik (Timing) und das Gesamtkönnen bei der Vorführung (Performance). Ein starkes Übergewicht des TES oder PCS ist Zeichen für ein unausgeglichenes Programm oder mangelndes Können des Paares und daher nahezu ausgeschlossen, gleichwohl nicht unmöglich.

- Nicht erlaubt ist:
  - auf einer Stelle länger als 10 Sekunden zu bleiben;
  - auf dem Eis zu sitzen oder zu liegen;
  - den Partner am Fuß oder Schuh zu ziehen oder zu drücken;
  - mit einer Hand (oder beiden Händen) auf dem Eis zu laufen;
  - neu: den Partner so zu heben, dass der Kopf nach unten zeigt und die Beine gespreizt sind.

Anmerkung:
Es ist jedoch möglich, dass die IDTC (ISU Eistanz Technikkommission) einige bis jetzt unerlaubte Elemente (für eine Saison) erlaubt.

## Grundbegriffe und Fachausdrücke

### Achse
- Längsachse (engl. long axis) ist eine gerade Linie, die die Eisfläche in zwei Hälften in Längsrichtung teilt.
- Kurzachse (engl. short axis) ist eine gerade Linie, die die Eisfläche in zwei Hälften querdurch teilt.
- Endlosachse (engl. continuous axis) ist eine virtuelle Linie, die um die Eisfläche läuft. Sie dient als Grundlage für das Tanzmuster. Normalerweise besteht die Endlosachse aus zwei Linien, die sich ungefähr in der Mitte zwischen der Längsachse und den Seiten der Eisfläche parallel zur Längsachse befinden. Diese Linien werden an jedem Ende der Eisfläche durch einen Halbkreis verbunden. Die Halbkreise werden in einigen Tänzen flachgedrückt. In Kreistänzen (engl. circular dances), wie z. B. Kilian, hat die Endlosachse ungefähr eine Kreislinienform. Beim Paso Doble hat diese Linie eine Ovalform.
- Querachse (engl. transverse axis) ist eine virtuelle Linie, die die Endlosachse des Tanzes im rechten Winkel schneidet.

### Spurenbilder
Das Spurenbild des Eistanzens ist die „Zeichnung“, die bei der Ausführung eines bestimmten Tanzes auf dem Eis entsteht.
- Spurenbildtanz (engl. set pattern dance) ist ein Tanz, bei dem der Standort, die Richtung und die Kurven grafisch konstruiert werden und der auf allen Kanten gelaufen wird. Dieser grafischen Darstellung muss so genau wie möglich gefolgt werden.
- Tanz mit empfohlenem Spurenbild (engl. optional pattern dance) ist ein Tanz, für den das Spurenbild von den Eistänzern modifiziert werden kann. Die originale Schrittfolge, Position und Timing müssen jedoch beibehalten werden. Jede Wiederholung des modifizierten Spurenbildes muss in der gleichen Art ausgeführt werden und die Wiederholungen müssen möglichst deckungsgleich erfolgen.
- ein Randtanz (engl. rim/edge/border dance) ist ein Tanz, dessen Schrittsequenz eine kürzere oder längere Linie erfordert, als es dem Umfang der Eisfläche entspricht. Die Wiederholungsschrittfolge fängt folglich nicht am ursprünglichen Ausgangspunkt des Tanzes an.
- Halbkreis (engl. lobe) ist irgendeine Schrittfolge an einer Seite der Endlosachse, die ungefähr halbkreisförmig ist.

### Einführungsschritte und Schrittfolgen
- Alle Pflichttänze können mit empfohlenen Einführungsschritten begonnen werden.
- Der erste Schritt nach den Einführungsschritten wird als Start bezeichnet. Der Preisrichter kann die ungefähre Position festlegen, an der ein Tanz mit diesem Schritt begonnen werden muss.
- Eine Schrittfolge bedeutet
  - eine vorgeschriebene Reihenfolge von Schritten, die ein Element des Pflichttanz-Spurbildes ist, oder Teile davon;
  - eine vorgeschriebene oder nicht vorgeschriebene Folge von Schritten in Originaltanz, Kürtanz oder Interpretationskür.

### Haltungen
1. Hand-in Hand-Haltung (engl. Hand-in-Hand Hold)
Man unterscheidet zwischen Haltungen in der gleichen Richtung (nebeneinander oder hintereinander) und Haltungen in der entgegengesetzten Richtung (ein Partner läuft rückwärts, der andere vorwärts, die Arme seitlich gestreckt).
- Die Blickrichtung beider Partner ist gleich. Sie laufen neben- oder hintereinander mit gestrecktem Arm und Hand in Hand. Diese Haltung ist im Original- und im Kürtanz unerwünscht. Eine Variation dieser Haltung – Seite an Seite gelaufen – ist akzeptabel.
- Entgegengesetzte Blickrichtung beider Partner. Die Partner sehen sich gegenseitig an, während der eine vorwärts und der andere rückwärts läuft, die Arme seitlich gestreckt. Eine Variation dieser Haltung besteht darin, dass die Partner Rücken an Rücken laufen, sich also nicht ansehen (z. B. Cha Cha Congelado). Die Verwendung dieser Haltung im Original- und/oder Kürtanz mit gestreckten Armen zueinander ist normalerweise nicht erlaubt.

2. Geschlossene oder Walzerhaltung (engl. closed or Waltz hold)
Die Partner sind gegenüber. Einer läuft vorwärts der andere gleichzeitig rückwärts. Die rechte Hand des Herrn wird fest am Schulterblatt seiner Partnerin gesetzt, der Arm ist gebogen und der Ellbogen ist gehoben, so dass beide Partner dicht aneinander laufen. Die linke Hand der Dame ist an der Partnerschulter, ihr Arm ruht dabei bequem auf dem rechten Partnerarm (Ellbogen zu Ellbogen). Linke Hand des Herrn und rechte Hand der Dame sind locker in Schulterhöhe gestreckt.
3. Geöffnete oder Foxtrotthaltung (engl. open or Foxtrot hold)
Arm- und Handhaltung sind die gleichen wie bei der Walzerhaltung, dagegen drehen sich die Partner etwas voneinander, so dass sie in die gleiche Richtung laufen können.
4. Äußere oder Tangohaltung (engl. outside or Tango hold)
Die Partner stehen gegenüber. Einer läuft vorwärts und der andere gleichzeitig rückwärts. Im Unterschied zur Walzerhaltung laufen sie Hüfte-zu-Hüfte, der Herr ist entweder links oder rechts von der Dame. Feste Hüfte-zu-Hüfte Position ist unerwünscht, da sie den Bewegungsfluss behindert.
5. Kilian-Haltung (engl. Kilian hold)
Die Partner laufen in die gleiche Richtung, die Dame ist an der rechten Seite des Herrn. Die rechte Schulter des Herrn ist hinter der linken Schulter der Dame. Der gestreckte linke Arm der Dame ist vor dem Herrn und hält seine linke Hand. Die rechte Hand des Herrn ist hinter dem Damenrücken und hält ihre rechte Hand und beide Hände liegen auf die Hüfte in der Taillenhöhe. Diese Haltung kann auch umgekehrt (Dame links) ausgeführt werden. Weitere Variationen der Kilian-Haltung sind
- geöffnete Kilian-Haltung (engl. open Kilian hold), die linke Hand des Herrn hält die linke Hand der Dame, seine rechte Hand ruht dabei auf der linken Damenhüfte oder hinter ihrem Rücken. Der rechte Damenarm ist gestreckt. Auch diese Variation kann umgekehrt ausgeführt werden.
- gekreuzte Kilian-Haltung (engl. crossed Kilian hold), der rechte Arm der Dame ist vor dem Herrn gestreckt und hält seine linke Hand. Der rechte Arm des Herrn ist vor der Dame gestreckt und hält ihre linke Hand vor ihrer rechten Hüfte.

6. Promenade (engl. Promenade) ist eine geöffnete Haltung, bei der das Paar fußsynchron oder -gespiegelt läuft. Diese Haltung ist von einer einigen Parketttänzen ähnlichen Vorwärtsbewegung abgeleitet.

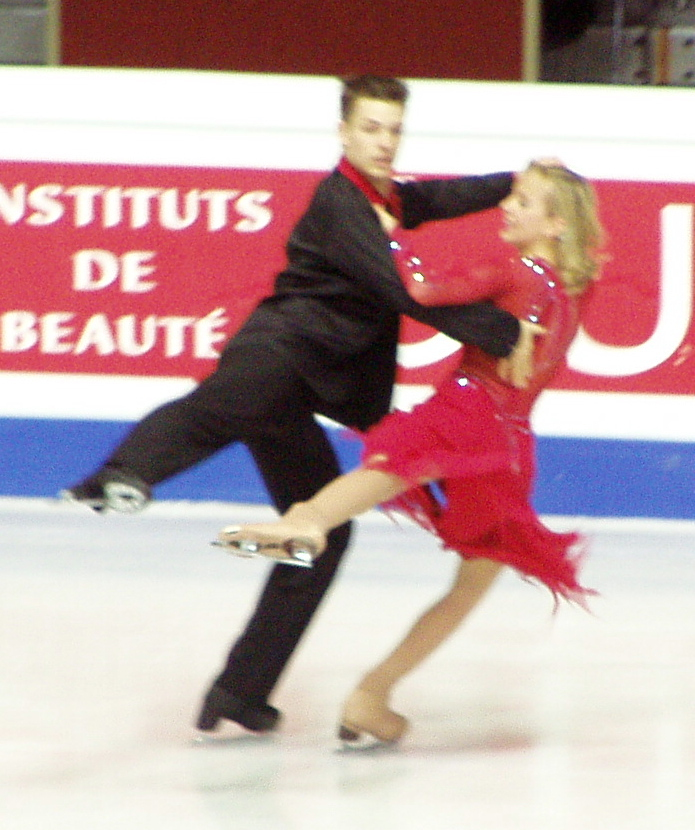
Clover Zatzman und Aurimas Radisauskas in umgekehrter Foxtrott-Haltung.
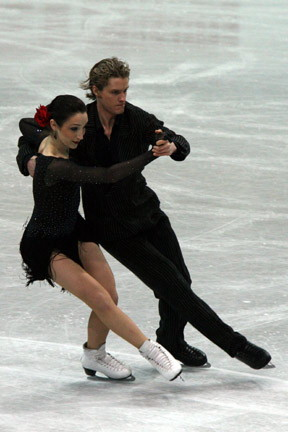
Meryl Davis und Charlie White in offener Haltung.
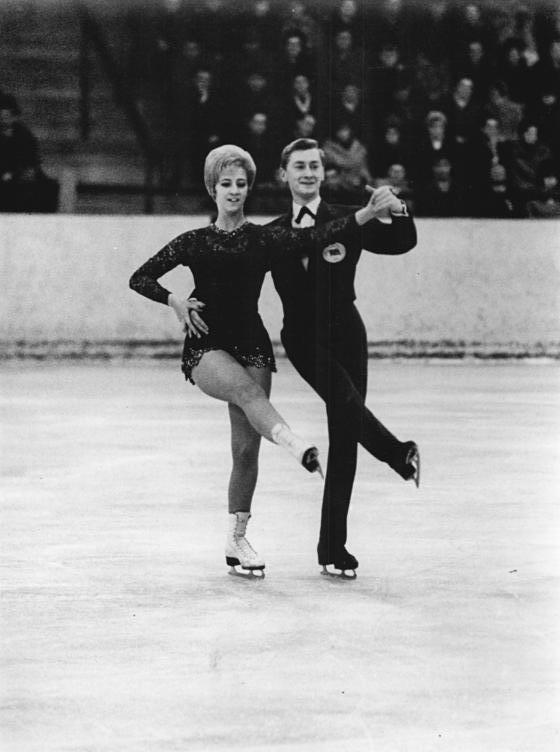
Diane Towler und Bernard Ford in Kilian-Haltung.

### Musikalische Definitionen
- der Beat (engl. beat) ist eine sog. „schwere“ Betonung, definiert die regelmäßig wiederkehrenden Teile eines Musikstückes;
- das Tempo (engl. tempo) ist die Musikgeschwindigkeit; d. h. die Taktanzahl pro Minute
- der Rhythmus (engl. rhythm) ist eine regelmäßig wiederkehrende Folge akzentuierter und unakzentuierter Takte, die der Musik ihren Charakter geben.
- der Takt (engl. measure, bar) ist eine Musikeinheit, die vom wiederkehrenden Akzent bestimmt wird. Alle Einheiten haben dieselbe Länge.

## Pflichttanz
Ein Pflichttanz stellt Eislaufen nach den vorgeschriebenen Mustern des Eistanzes in Harmonie mit vorgeschriebener Musik, Rhythmus und Tempo dar.
| 1. Fourteenstep          | 13. Yankee Polka         |
| 2. Foxtrott              | 14. Quickstep            |
| 3. Rocker Foxtrott       | 15. Paso Doble           |
| 4. Europäischer Walzer   | 16. a) Rumba             |
| 5. Amerikanischer Walzer | 16. b) Rumba D’Amour     |
| 6. Westminsterwalzer     | 17. Cha-Cha Congelado    |
| 7. Wiener Walzer         | 18. Silberne Samba       |
| 8. Austrian Waltz        | 19. Tango                |
| 9. Starlight Waltz       | 20. Argentinischer Tango |
| 10. Ravensburger Walzer  | 21. Romantischer Tango   |
| 11. Golden Waltz         | 22. a) Blues             |
| 12. Kilian               | 22. b) Mitternachtsblues |

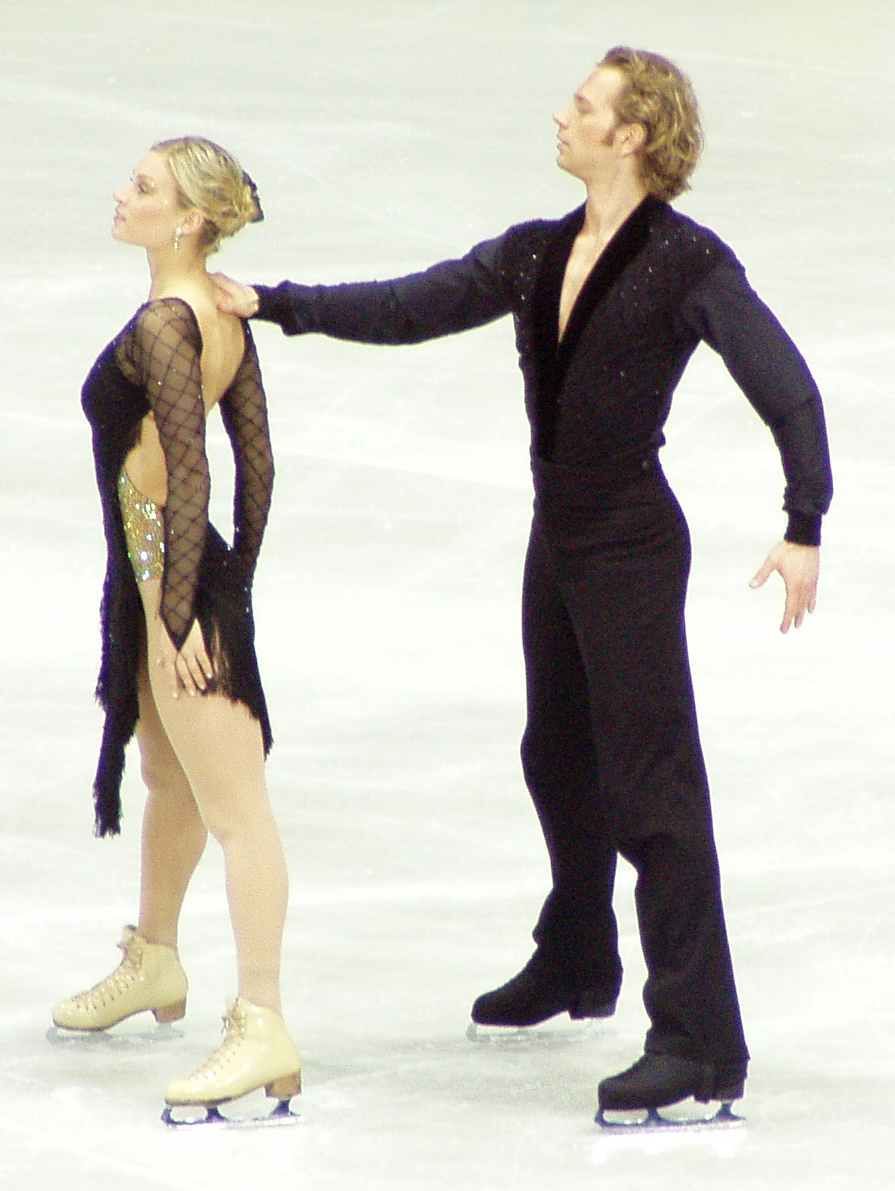
Kati Winkler und René Lohse, hier beim Mitternachtsblues bei der Weltmeisterschaft im Eiskunstlaufen 2004 in Dortmund

- Während der Pflichttänze muss man die Präzision beobachten. Schritte, Tanzhaltungen und vorgeschriebene Taktzahl für jedes Element muss in Übereinstimmung mit den Regeln gezeigt werden.
- Wenn die Grundregel eingehalten ist, ist es dem Eistanzpaar möglich seinen eigenen Stil zu zeigen. Dies wird normalerweise durch verschiedene Arm- und/oder Beinbewegungen erreicht.
- Die Position der einzelnen Bewegungen muss dem Tanzmuster entsprechen, die Eisfläche muss dabei so weit wie möglich ausgenutzt werden. Tanzhaltungen sollen aufrecht, jedoch nicht steif sein und alle Bewegungen sollen mühelos und fließend ausgeführt werden.
- Alle Schrittsequenzen müssen genau mit dem Musikrhythmus vereinbar sein (sog. Timing), so dass alle Schritte ununterbrochen wie aus einem Fluss gezeigt werden können.
- Das Eistanzpaar soll so nah wie möglich aneinander laufen. Alle Bewegungen, Position- und Haltungswechsel müssen harmonisch und ohne offenbare Mühe ausgeführt werden. Der Herr soll seine Fähigkeit zum Führen und die Dame ihre Fähigkeit zum Folgen zeigen.
- Insgesamt soll der spezielle Charakter eines jeden Pflichttanzes zum Ausdruck gebracht werden.

## Originaltanz
siehe Anmerkung
Ein Originaltanz muss dem vorgeschriebenen Tanzrhythmus entsprechen und soll Schritt- und Bewegungskunst zusammen mit Bewegungsfluss und Kantenlauf darstellen. Die Musik und Tanzgestaltung sind frei wählbar, jedoch müssen dem vorgegebenen Rhythmus entsprechen.
- Rhythmus/Rhythmen, erlaubte Tempoausdehnung, Zeitdauer, Technikelemente und weitere Änderungen werden jährlich von der ISU Eistanz Technikkommission (engl. Ice Dance Technic Committee – kurz IDTC) für zwei Saisonen voraus veröffentlicht.

Tanzhaltungen, Armbewegungen, Geklatsche und ähnliche Bewegungen, die die Musik betonen sind nicht beschränkt. Hand-in-Hand-Haltung mit vollgestreckten Armen ist nicht erlaubt.
Geforderte Elemente, die in der Darbietung gezeigt werden müssen:
- höchstens 2 verschiedene Eistanzhebungen*
- eine Eistanzpirouette*
- eine Kreis- oder Diagonalschrittfolge*
- eine Längsschrittfolge nebeneinander durchgeführt*

*Spezifische Instruktionen für geforderte Elemente werden von der ISU veröffentlicht.
Nichterlaubte Elemente/Bewegungen
Die folgenden Elemente und Bewegungen sind nicht erlaubt, falls nicht anders in einer ISU Kommunikation veröffentlicht.
- akrobatische Hebungen
  - auf dem Kopf des Partners zu sitzen/liegen;
  - auf den Schultern, Rücken oder dem Schuh des Partners zu sitzen/stehen;
  - auf dem Bein des Partners zu sitzen/stehen;
  - bei denen der Partner die Partnerin an der Hand oder an den Beinen hält und um sich herum in der Luft dreht (Schleuderelemente)
  - neu: es ist nicht erlaubt, den Partner so zu heben, dass der Kopf nach unten zeigt und die Beine gespreizt sind.
- Hebungen, die der erlaubten Dauer nicht entsprechen
- Sprünge mit mehr als 1 ½ Drehungen
- knien auf beiden Knien oder Spreize auf dem Eis (nur Saison 2005/2006)
- auf dem Eis sitzen oder liegen;
- mit einer Hand (oder beiden Händen) auf dem Eis zu laufen; (nur Saison 2005/2006)

## Kürtanz
Der Kürtanz ist ein kreativ aus Tanzschritten und Tanzbewegungen konzipiertes Programm, das den Musikcharakter darstellt. Die Musik ist frei wählbar, darf auch gesungen werden, muss aber einen eindeutigen Rhythmus und eine eindeutige Melodie oder auch nur rhythmische Phasen ohne Melodie haben. Es ist auch möglich ein spezifisches Thema auszudrücken.
- Außer den geforderten Elementen werden jedes Jahr spezielle Hebungen und Pirouetten von der IDTC veröffentlicht.

Die Dauer eines Kürtanzes beträgt 4 Minuten für Senioren und 3 Minuten für Junioren. Diese Zeitdauer darf nicht mehr als 10 Sekunden über- oder unterschritten werden.
- Der Kürtanz muss eine Kombination aus neuen oder bekannten Tanzschritten und Bewegungen samt den geforderten Elementen beinhalten. Schrittfolgen müssen in das Programm integriert sein, so dass die gute Eislauftechnnik und Kreativität des Paares im Konzept, dem Arrangement und dem künstlerischen Ausdruck gezeigt wird.

Der Kürtanz darf aber nicht den Charakter einer Paarlaufkür oder eines Schautanzes haben.

### Well Balanced Program
siehe Anmerkung
Ein gut ausgeglichenes Senior-Programm muss folgende geforderte Elemente beinhalten: 
- höchstens fünf vier verschiedenen Hebungen
- höchstens zwei 1 oder ** 2 verschiedenen Eistanzpirouetten
- zwei 1 oder** 2 verschiedene Schrittfolgen (Hebungen, Sprünge, Stopps, Tanzpirouetten und Drehungen dürfen nicht in eine Schrittfolge eingeschlossen werden, es sei denn sie werden von der IDTC erlaubt)
  - Kreisschrittfolge – die volle Breite und kurzen Achsen der Eisfläche ausnutzend
  - Diagonalschrittfolge – diagonal zur Eisfläche, die gesamte Diagonale so weit wie möglich nutzend
  - Längsschrittfolge – die komplette Mittenachse ausnutzend
  - Serpentineschrittfolge
- zwei 1 oder ** 2 Sets verschiedener Twizzle

neu ** Es ist dem Paar überlassen, ob sie nur einen Typ Tanzpirouette oder zwei verschiedene synchrone Twizzles oder nur einen synchronen Twizzle und 2 verschiedene Typen Tanzpirouetten zeigen.
Nichterlaubte Elemente/Bewegungen
Die folgenden Elemente und Bewegungen sind nicht erlaubt, falls nicht anders in einer ISU Kommunikation veröffentlicht.
- akrobatische Hebungen
  - auf dem Kopf des Partners zu sitzen/liegen;
  - auf den Schultern, Rücken oder dem Schuh des Partners zu sitzen/stehen;
  - auf dem Bein des Partners zu sitzen/stehen;
  - bei denen der Partner die Partnerin an der Hand oder an den Beinen hält und um sich herum in der Luft dreht (Schleuderelemente);
  - neu: es ist nicht erlaubt, den Partner so zu heben, dass der Kopf nach unten zeigt und die Beine gespreizt sind.
- Hebungen, die der erlaubten Dauer nicht entsprechen;
- Sprünge mit mehr als einer Drehung oder Sprünge mit einer Drehung, die von den Partnern gleichzeitig ausgeführt werden;
- knien auf beiden Knien auf dem Eis;
- liegen auf dem Eis;
- stehen auf dem Eis.

## Interpretationskür
Interpretationskür ist Eislaufen eines Paares, das ein eigenes Programm durchführt. Das Programm hat keine geforderten Elemente und Bewegungen und stellt den Charakter einer frei gewählten Musik, Idee oder eines Themas dar. Es darf sich nicht um einen Kürtanz handeln, der für internationale oder ISU Wettbewerbe zusammengesetzt war.
- Die Dauer einer Interpretationskür beträgt 3 Minuten und 45 Sekunden plus minus 15 Sekunden.
- Wahl der Tanzelemente ist frei, außer Paarlaufelemente (mit Ausnahme von Spiralen, Pirouetten und Schrittfolgen), die nicht erlaubt sind. Es ist aber erlaubt höchstens 7 Tanzhebungen durchzuführen, bei denen die Dauer nicht eingeschränkt ist.
- Das Tanzthema muss aus dem Eiskunstlauf und der Kürqualität ausgehen, nicht aus den nicht-eiskunstläuferischen Elementen und Bewegungen.
- Requisiten, die in der Hand gehalten werden, sowie auf den Kopf gesetzt oder am Kostüm befestigt werden, sind erlaubt.

## Saison 2008/2009

### Pflichttanz
Für die Saison 2008/2009 wurden folgende Pflichttänze angekündigt:
| Junioren         | Senioren      |
| ---------------- | ------------- |
| Starlight Walzer | Finnstep      |
| Paso Doble       | Wiener Walzer |
|                  | Paso Doble    |

### Originaltanz
Für die Saison 2008/2009 wurde folgender Rhythmus des Originaltanzes für Junioren und Senioren und für alle Wettbewerbe angekündigt:
Golden 20th’s
Zwei oder drei verschiedene Rhythmen aus den folgenden Gruppen können ausgesucht werden:
- Gruppe 1: Cha-Cha-Cha, Rumba, Samba
- Gruppe 2: nur ein (1) aus Mambo, Merengue oder Salsa

Ein Rhythmus von jeder Gruppe kann einmal wiederholt werden.
- Auswahl eines Rhythmus aus der Gruppe 2 ist nicht erforderlich, es darf aber nur ein Rhythmus von dieser Gruppe gewählt werden.

(Ein Beispiel: Cha Cha, Rumba, Samba ODER Cha Cha, Rumba, Mambo ODER Cha Cha, Rumba, Cha Cha ODER Cha Cha, Rumba ODER Mambo, Rumba ODER Mambo, Rumba, Mambo ABER NICHT Cha Cha, Mambo und Merengue.)
- Vokalmusik ist erlaubt.
- Zeitdauer: 2 Minuten und 30 Sekunden (plus oder minus 10 Sekunden)
- Für die lateinische Kombination ist der Dame erlaubt, eine Hose zu tragen.

Folgende geforderte Elemente müssen integriert werden:
- höchstens 2 verschiedene Eistanzhebungen aus den sog. kurzen Hebungen – Dauer bis zu 6 Sekunden
  - Standhebung
  - Geradelinie-Hebung
  - Kreishebung
  - Drehhebung
  - Folgendes ist während einer Hebung nicht erlaubt:
    - den Partner so zu heben, dass der Kopf nach unten zeigt und die Beine gespreizt sind;
    - auf dem Kopf des Partners zu sitzen/liegen;
    - auf den Schultern, Rücken oder dem Schuh des Partners zu sitzen/stehen;
    - auf dem Bein des Partners zu stehen;
    - bei denen der Partner die Partnerin an der Hand oder an den Beinen hält und um sich herum in der Luft dreht (Schleuderelemente).
- höchstens eine Eistanzpirouette (oder -kombination)
- 2 Schrittfolgen
  - Diagonalschrittfolge – jede Tanzhaltung ist erlaubt einschließlich Hand-in-Hand-Haltung
  - Längsschrittfolge (nebeneinander – ohne Berühren) – mit schwieriger Fußarbeit und zwei nacheinander folgenden Twizzles,
    - Während beiden Schrittfolgen sind Hebungen, Pirouetten, Sprünge mit mehr als ½ Drehung und Stoppen nicht erlaubt. Kleine Sprünge (ohne Drehung) und ein paar Zeheschritten sind erlaubt.

### Kürtanz
Folgende Elemente sind für ein gut ausgeglichenes Senior Kürtanzprogramm gefordert:
- höchstens 4 verschiedenen Eistanzhebungen aus der folgenden Liste; zwei davon mit der Höchstdauer 10 Sekunden

| Hebungen bis zu 6 Sekunden | Hebungen bis zu 10 Sekunden |
| -------------------------- | --------------------------- |
| Standhebung                | Serpentinehebung            |
| Gradelinie-Hebung          | Verdrehte Drehhebung        |
| Kreishebung                | Hebungskombination          |
| Drehhebung                 |                             |

- 2 verschiedenen Schrittfolgen
- Pirouetten und Twizzles

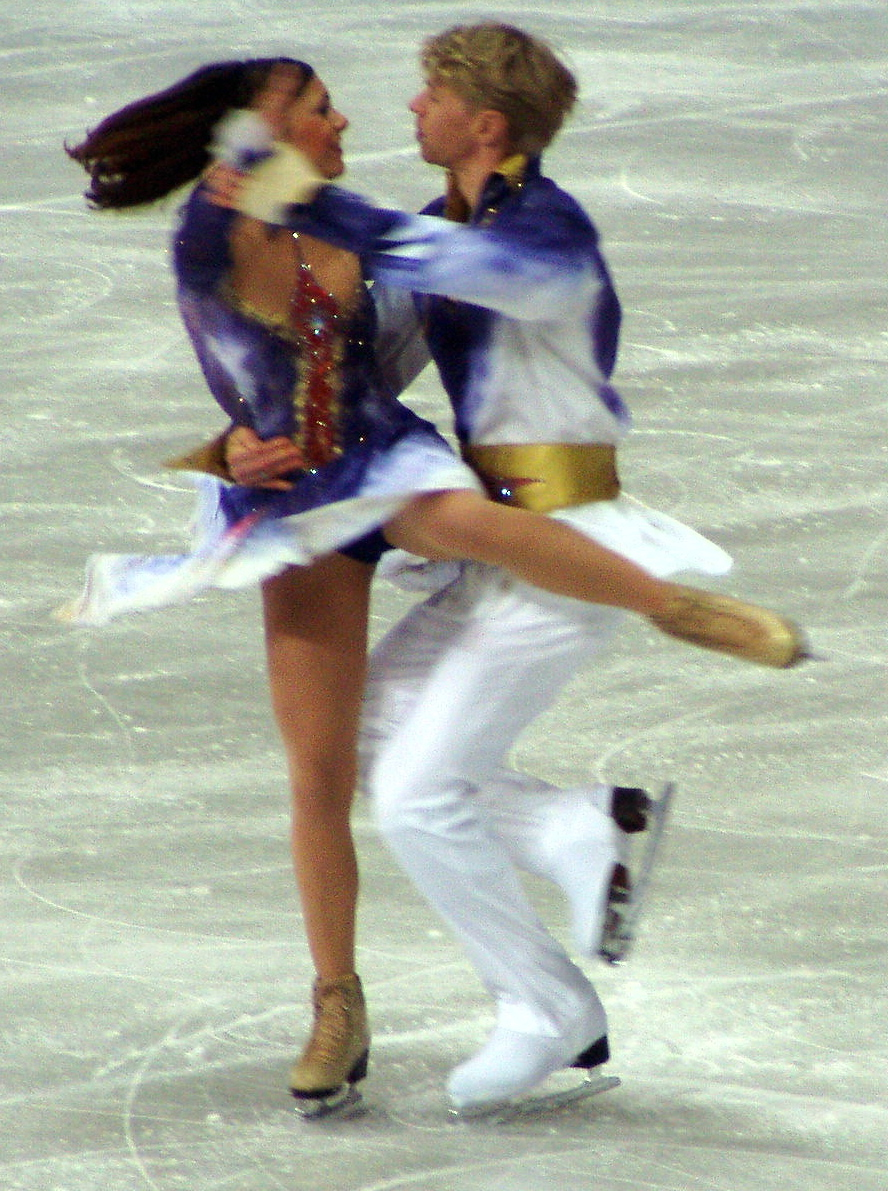
Isabelle Delobel und Olivier Schoenfelder, bei einer Eistanzpirouette bei der Kür bei der Weltmeisterschaft 2004 in Dortmund

  - 1 Möglichkeit: höchstens 2 verschiedenen Eistanzpirouetten und 1 Set synchron Twizzles
  - 2 Möglichkeit: höchstens 1 Eistanzpirouette und 2 verschiedene Sets synchron Twizzles
    - Beide Partner müssen bei den Pirouetten mindestens 3 volle Drehungen durchführen, bei einer Pirouettenkombination muss ein Fußwechsel stattfinden – der Fußwechsel darf nicht mehr als ½ Drehung dauern und die weitere Pirouette muss ebenfalls 3 Drehungen haben
    - Zwischen den Twizzles dürfen höchstens 3 Schritte vorkommen

## Saison 2006/2007

### Pflichttanz
Für die Saison 2006/2007 wurden folgende Pflichttänze angekündigt:
| Junioren                | Senioren              |
| ----------------------- | --------------------- |
| # 9 Sternenlicht Walzer | # 6 Westminsterwalzer |
| # 18 Silberne Samba     | # 11 Goldener Walz    |
| # 22b Mitternachtsblues | # 16a Rumba           |

### Originaltanz
Für die Saison 2006/2007 wurde folgender Rhythmus des Originaltanzes für Junioren und Senioren und für alle Wettbewerbe angekündigt:
Tango
Jeder von den 3 Tangotypen (Tango, Argentinischer Tango, Romantischer Tango) darf gewählt werden mit bis zu 3 verschiedenen Tangomusikstücken, ein davon darf sich wiederholen.
- Vokalmusik ist erlaubt.
- Zeitdauer: 2 Minuten und 30 Sekunden (plus oder minus 10 Sekunden)

## Anmerkung
Die ISU ändert die bisherigen Spezialregeln des Eistanzes (2004) folgendermaßen:
- Original- und Kürtanz – Genehmigung einigen bislang verbotenen Tatsachen, einige davon nur für die folgende Saison 2005/2006 (wurde durchgestrichen) und ein neues Verbot („neu“)
- Well Balanced Program – Anzahl der Elemente wurde modifiziert